# Patrick Lucien Price
Pour les articles homonymes, voir Price.
Patrick Lucien Price, né à Whiting en Indiana et mort en juillet 2023, est un game designer et éditeur américain. Il travaille sur le jeu de rôle fantastique Donjons et Dragons de 1980 à 1988 et comme rédacteur en chef d'Amazing Stories de 1986 à 1991. Les deux produits sont à l'époque propriété de la maison d'édition TSR.

## Vie privée
Price obtient un baccalauréat en français et en espagnol de l'Université Marian (Indiana) (en) d' Indianapolis, dans l'Indiana, et travaille comme enseignant et tuteur dans ces langues pendant plusieurs années.

## Carrière
Patrick Lucien Price rejoint son frère Mike chez TSR comme éditeur de jeux en 1980 pour Dungeons & Dragons Basic Set et Expert Set. Un an plus tard, il est promu directeur du département prépresse et dirige le département pendant près de trois ans avant de rejoindre le département magazines de TSR. Price travaille dans l'équipe éditoriale du Dragon Magazine, examinant toutes les soumissions de fiction, éditant des critiques de livres et d'autres tâches éditoriales. Price travaille également en qualité de rédacteur adjoint pour Strategy & Tactics chez TSR.
En 1986, il succède George H. Scithers en tant que rédacteur en chef pour Amazing Stories. En 1988, Price quitte son poste à temps plein chez TSR pour travailler sur l'écriture de non-fiction. Il est remplacé par Barbara G. Young (en) pour la rédaction de Dragon Magazine mais continue tout de même son travaille d'édition pour Amazing Stories jusqu'en 1991.
Price travaille également sur le magazine Dungeon. Il contribue par ailleurs au module de jeu Lancedragon en travaillant sur Leaves from the Inn of the Last Home (en) en 1987.